# Кузмиця
45°19′ пн. ш. 17°45′ сх. д. / 45.32° пн. ш. 17.75° сх. д.
Кузмиця (хорв. Kuzmica) — населений пункт у Хорватії, у Пожезько-Славонській жупанії у складі міста Плетерниця.

## Населення
Населення за даними перепису 2011 року становило 454 осіб.
Динаміка чисельності населення поселення:

## Клімат
Середня річна температура становить 10,97 °C, середня максимальна – 25,24 °C, а середня мінімальна – -5,93 °C. Середня річна кількість опадів – 815 мм.
| Клімат поселення                              | Клімат поселення | Клімат поселення | Клімат поселення | Клімат поселення | Клімат поселення | Клімат поселення | Клімат поселення | Клімат поселення | Клімат поселення | Клімат поселення | Клімат поселення | Клімат поселення | Клімат поселення |
| Показник                                      | Січ.             | Лют.             | Бер.             | Квіт.            | Трав.            | Черв.            | Лип.             | Серп.            | Вер.             | Жовт.            | Лист.            | Груд.            |                  |
| Середній максимум, °C                         | 5,86             | 7,99             | 12,46            | 16,96            | 22,18            | 25,24            | 25,07            | 24,31            | 20,20            | 15,02            | 9,32             | 5,30             |                  |
| Середня температура, °C                       | −0,04            | 2,11             | 6,57             | 11,06            | 16,28            | 19,34            | 21,23            | 20,49            | 16,39            | 11,20            | 5,49             | 1,46             |                  |
| Середній мінімум, °C                          | −5,93            | −3,79            | 0,68             | 5,19             | 10,38            | 13,47            | 17,40            | 16,66            | 12,55            | 7,36             | 1,66             | −2,35            |                  |
| Норма опадів, мм                              | 51               | 50               | 51               | 62               | 75               | 101              | 73               | 71               | 61               | 73               | 81               | 66               |                  |
| Середньомісячна швидкість вітру, м/с          | 1.91             | 2.17             | 2.46             | 2.39             | 2.14             | 1.97             | 1.92             | 1.77             | 1.77             | 1.82             | 1.91             | 1.97             |                  |
| Середньомісячна сонячна радіація, кДж/м²·день | 4310             | 7024             | 10897            | 15314            | 19290            | 21213            | 22235            | 20175            | 14857            | 9227             | 4887             | 3598             |                  |
| --------------------------------------------- | ---------------- | ---------------- | ---------------- | ---------------- | ---------------- | ---------------- | ---------------- | ---------------- | ---------------- | ---------------- | ---------------- | ---------------- | ---------------- |
| Джерело:                                      |                  |                  |                  |                  |                  |                  |                  |                  |                  |                  |                  |                  |                  |